# Stilbula viridiceps
Stilbula viridiceps is een vliesvleugelig insect uit de familie Eucharitidae. De wetenschappelijke naam is voor het eerst geldig gepubliceerd in 1960 door Ferrière.